# David Edward Hughes

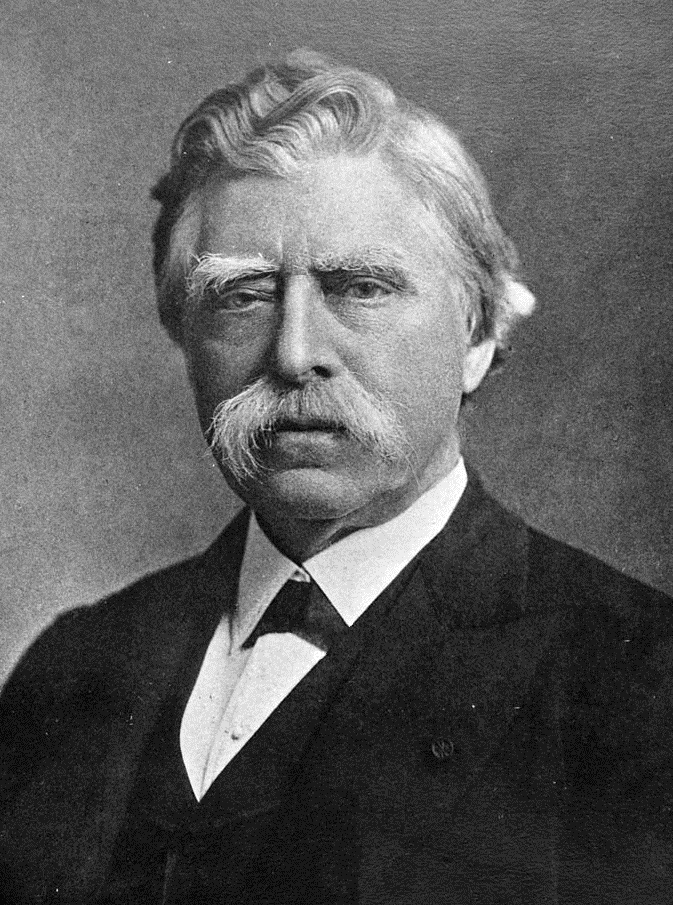
David Edward Hughes.

David Edward Hughes (Londres, 16 de mayo de 1831 -  22 de enero de 1900) fue un ingeniero estadounidense de origen británico. Inventó el telégrafo que lleva su nombre (1855), caracterizado porque los signos a transmitir se transformaban en un código perforado. Asimismo, introdujo diversas mejoras en el micrófono, inventando el micrófono de granos de carbón .

## Premios y distinciones
En Europa, el sistema telegráfico Hughes se convirtió en el estándar adoptado y, por ello, recibió muchos honores. Se convirtió en uno de los tecnólogos más alto decorados de la época y fue honrado por la mayoría de las naciones europeas. Dichos honores incluyen una "Gran Medalla de Oro" en 1867 premiado en la "Exposición de París", la "Medalla de Oro de la Royal Society" en 1885, y la "Medalla de Oro Albert" en la Sociedad de las Artes, en 1897.
Hughes también se adjudicó: La "Orden de San Meurice y Saint-Lazare" (Italia), La "Orden de la Corona de Hierro" (Austria), La "Orden de Santa Ana" (Rusia), La "Noble Orden de San Miguel" (Baviera), "Comendador de la Orden Imperial de la Gran Cruz de la Medjidie" (Turquía), el "Comandante de la Real y Distinguida Orden de Carlos III" (España), del Gran Oficial Star y "Collar de la Orden Real de Takovo" (Serbia), y Oficial de la "Orden Real de Leopold" (Bélgica).

## Biografía
Su familia era de Bala, Gwynedd (Gales). Sus padres y tres de sus hermanos mayores se ganaban la vida dando conciertos por toda Inglaterra. Con siete años emigró junto con su familia a los Estados Unidos. Como todos los miembros de su familia, tenía talento musical. Siendo todavía un niño, David atrajo la atención de Herr Hast, un eminente pianista alemán afincado también en Estados Unidos, quien se convirtió en su maestro.
Cuando tuvo edad suficiente, ingresó en el St. Joseph's College de Bardstown, en el estado de Kentucky. En 1850, con diecinueve años se hizo con una cátedra en dicha universidad. Mientras ejercía como profesor de música, se centró en sus estudios de física como medio para desarrollar instrumentos eléctricos, campo que le llamaba la atención.
Inventó el primer sistema de impresión para telégrafo, que patentó en 1855. La impresora telegráfica la inventó casi por casualidad. Hughes pretendía encontrar un mecanismo que transcribiera las notas musicales mientras se ejecutaba una pieza y así surgió la impresora telegráfica. El telégrafo de Hughes era un telégrafo de impresión con un teclado parecido al de un piano. Cada tecla pulsada enviaba una señal y equivalía a una letra en la impresora situada en el lugar de recepción del mensaje. Este teclado del telégrafo de Hughes es el antecedente directo de las máquinas de escribir, de los teclados de ordenador, del sistema télex, etc.
El telégrafo de Hughes superaba al telégrafo Morse, pues transmitía hasta 60 palabras por minuto, frente a las 25 del sistema Morse. Además, su sistema permitía imprimir con caracteres alfanuméricos normales sobre una cinta de papel que se pegaba sobre el impreso del telegrama recibido, facilitando su entrega directa al destinatario y eliminando la necesidad de escribir previamente el texto a mano por el telegrafista.
Como no podía comercializar su invento en los Estados Unidos, donde la patente la tenía Samuel Morse, en 1857. Hughes se esforzó en introducir su invento en su Inglaterra natal, pero no tuvo éxito, por lo que lo intentó con los franceses. En Francia, su invento estuvo un año a prueba y, finalmente, fue adoptado por la Dirección de Correos y Telégrafos, y el emperador Napoleón III le concedió la medalla de Chevalier.
Algo similar le ocurrió por toda Europa. Los países adoptaban el telégrafo de Hughes y homenajeaban a su inventor:
- En 1867, la Exposición Universal de París le concedió una de las diez medallas de oro diseñadas para premiar los mayores logros científicos del momento.
- En Italia le concedieron las medallas de las órdenes de San Mauricio y San Lázaro.
- En Rusia, en 1883 le concedieron la orden de Santa Ana.
- En Turquía, el sultán le concedió la cruz de Medjidie.
- En Austria, el rey le concedió la orden de la corona de hierro.
- En Baviera, se le concedió la orden de San Miguel.
- En España, se le concedió la Orden de Carlos III.
- En Serbia, se le concedió la orden de Takovo.
- En Bélgica, se le concedió la orden de Leopoldo.

El telégrafo de Hughes, adoptado e instalado por todos los servicios postales y telegráficos del mundo y en los Estados Unidos por la Western Union Telegraph Company, permaneció en servicio hasta los años 1930, cuando fue sustituido por los aparatos teleimpresores, o teletipos. En España las dificultades en el suministro eléctrico en la inmediata posguerra (1939/1950) hicieron que se rescatara el Hughes como aparato de emergencia para los momentos de corte de energía. A principios de los años 1960, los bancos Español de Crédito e Hispanoamericano todavía utilizaban aparatos Hughes en los enlaces privados de sus oficinas centrales de Madrid con la Sala de Aparatos de la Central de Telégrafos del Palacio de Comunicaciones de Cibeles.
Además de su sistema telegráfico, Hughes inventó en 1878 el primer micrófono; el micrófono de carbón. Este fue en sentido estricto el primer micrófono, dado que el teléfono de Alexander Graham Bell empleaba el mismo dispositivo electromagnético, tanto para hablar como para escuchar.
Construyó el micrófono para demostrar empíricamente que era posible transformar el sonido en corriente eléctrica. Hughes descubrió que los contactos imperfectos constituidos por barras de carbón variaban su resistencia al compás de las vibraciones acústicas, por lo que si se intercalaban en un circuito que contenía una batería, se obtenía una corriente variable que reproducía fielmente las vibraciones acústicas. Cuando estas corrientes llegaban al auricular telefónico de Bell, se reproducía el sonido con mucha mayor intensidad que en el dispositivo original. La palabra micrófono no fue invento de Hughes, ya que la había utilizado mucho antes Sir Charles Wheatstone en 1827, cuando Hughes ni siquiera había nacido.
Hughes, hombre de sobrado prestigio en el momento, rechazó patentar el micrófono, revelando el secreto primero a la Royal Society de Londres, el 8 de mayo de 1878, y difundiéndolo entre el público general el 9 de junio de ese mismo año.
Además de sus célebres inventos, Hughes contribuyó de forma activa al estudio del magnetismo y las ondas electromagnéticas.
Descubrió el principio esencial de la telegrafía sin hilos antes que Guillermo Marconi; sin embargo, su descubrimiento no fue publicado hasta el 5 de mayo de 1899. Los experimentos habían tenido lugar dos décadas antes. En 1879, Hughes demostró que era posible la recepción de señales de radio procedentes de un emisor alejado un centenar de metros. Utilizó ondas de radio para generar corriente en las limaduras de zinc y plata contenidas en una válvula voltaica. Estas partículas se movían al ser excitadas por las ondas.
Murió a los 69 años el 22 de enero de 1900 en Londres.
En honor a David Edward Hughes, la Royal Society de Londres puso su nombre a uno de sus premios, la «medalla Hughes», que se concede a «un descubrimiento original en las ciencias físicas, particularmente la electricidad y el magnetismo o sus usos». Este galardón se otorgó por primera vez dos años después de su muerte, en 1902, al eminente físico atómico J.J. Thomson, descubridor del electrón. Otras personalidades que han recibido la medalla Hughes son: Hans Geiger, Alexander Graham Bell, Stephen Hawking y Enrique Fermi.